# Sagrera
La sagrera es el nombre que, en Cataluña, recibía el espacio que rodeaba las iglesias y que tenía la consideración de territorio sagrado, protegido de la violencia feudal.
El concepto tiene su origen durante el siglo XI, cuando los campesinos de Cataluña, que vivían desde siglos atrás bajo un régimen social basado en su libertad, como propietarios de la tierra de labranza y en el marco de sumisión de los señores feudales a la ley, bajo el código llamado Liber Iudiciorum (compilación del derecho romano vigente en Hispania, desde el siglo VII por orden del rey Recesvinto), empezaron a sufrir amenazas y agresiones por parte de los nobles —en un contexto de revolución feudal—, con la pretensión de apoderarse de sus tierras, sometiéndolas a vasallaje. Estas agresiones fueron cada vez más frecuentes y violentas, hecho que obligó a la iglesia a interponerse.
La iglesia pactó con los nobles, como garantía contra sus extorsiones, la creación del derecho de sagrera, prohibiendo cualquier acto de violencia en un radio de treinta pies alrededor de cualquier edificio de culto consagrado por el obispo, bajo pena de excomunión. No solo las personas quedaban protegidas de la violencia feudal, al llamarse a sagrado en este espacio, sino también los bienes. 
Para conservar estos bienes más adecuadamente, se fueron construyendo en la sagrera pequeñas edificaciones —denominadas sagrers en catalán—, lo que indirectamente causó la concentración de edificaciones en la inmediata proximidad e, incluso, en directo contacto con los templos para su más eficaz protección. Así es como, por ejemplo, nació el barrio de La Sagrera, en Barcelona: Como zona protegida alrededor de la iglesia del pueblo de San Martín de Provensals.
En paralelo a la protección espacial que significaron las sagreras y siempre con el objetivo de asegurar un clima de convivencia, se instauró una autoridad para establecer disposiciones que se debían cumplir bajo pena de excomunión, prohibiendo la práctica de cualquier tipo de acto violento de los nobles en cualquier punto del territorio: Las asambleas de Paz y tregua de Dios. La primera de ellas se celebró en Toluges en 1027, presidida por el abad Oliva en representación del obispo Berenguer de Elna, ausente de su diócesis por participar en una peregrinación.
- Datos: Q2944000